# Bolt (film, 1994)
Pour les articles homonymes, voir Bolt.
Pour plus de détails, voir Fiche technique et Distribution.
Bolt est un film dramatique franco-canadien réalisé par Henri Colline et George Mendeluk, sorti en 1994. Richard Grieco y interprète le rôle-titre, Bolt, un motard du New Jersey.

## Synopsis
Après avoir fui à l'ouest pour échapper à une guerre de gangs, Bolt tombe amoureux d'une native américaine, Patty Deerheart (Sean Young). Il est contraint de protéger la famille de cette dernière d'un land runner. L'arrivée dans la réserve de son ancien rival de gang Billy Niles (Michael Ironside) provoque une escalade du conflit.

## Fiche technique
- Titre original : Bolt
- Titre français :
- Titre québécois :
- Titre anglais ou international :  Bolt
- Réalisation : Henri Colline, George Mendeluk
- Producteur : Jacqueline Giroux
- Scénario : Rod Hewitt, Henri Colline
- Décors : Pierre l'Heureux
- Costumes : Sylvie Mayrand
- Photographie : Gérard B. Wolfe
- Montage : Mark Sanders
- Musique : Chris Squire
- Société(s) de distribution : Avalanche Home Entertainment
- Pays d’origine :  Canada,  France
- Langue originale : anglais
- Format : Eastmancolor - son  Mono
- Genre : drame , Action
- Durée : 93 minutes
- Dates de sortie :
  -  Allemagne : 20 octobre 1998
- Classification : interdiction aux moins de 16 ans à sa sortie en salles en Allemagne

## Distribution
- Richard Grieco : Bolt
- Michael Ironside : Billy Niles
- Sylvie Varakine : La séductrice
- Sean Young : Patty Deerheart
- Thea Phillips : Brandy
- Griffith Brewer : Old Man
- Mike Phillips Kanentakron : Grand-Père Deerheart
- Noël Habel : Arthur
- Jason Cavalier : John
- John Cross The River : Jonah

## Accueil
Le film sort sur DVD en 1999, alors intitulé Rebel Run.
Bolt reçut globalement une mauvaise appréciation, et Sean Young révéla plus tard que l'équipe du film le surnommaient « Blot » (en français : souillure).